# 토리트
토리트(Torit)는 남수단 남동부 에콰토리아 지방의 도시로 이마통 주(행정 구역 개편 이전에는 동에콰토리아 주)의 주도이며 높이는 615m, 인구는 138,960명(2014년 기준)이다.
남수단의 수도인 주바에서 동쪽으로 약 150km 정도 떨어진 곳에 위치하며 우간다 국경과 가까운 편이다.

## 같이 보기
- 동에콰토리아주
- 에콰토리아 지방